# 14789 ГАІШ
14789 ГАІШ (14789 GAISH) — астероїд головного поясу, відкритий 8 жовтня 1969 року.
Тіссеранів параметр щодо Юпітера — 3,200.